# Édouard Mény de Marangue
Édouard Marie Marc Mény de Marangue (* 30. November 1882 in Paris; † 23. Januar 1960 in Beaulieu-sur-Mer) war ein französischer Tennisspieler.

## Karriere
Édouard Mény de Marangue gewann 1910 mit Marguerite Mény die gemischte Konkurrenz der Französischen Tennismeisterschaften, den Vorläufer der heutigen French Open. Im Folgejahr erreichten sie erneut das Finale, verloren jedoch. Sein bestes Einzelresultat in Paris war das Halbfinale 1908, wo er Max Décugis unterlag.
Mény de Marangue trat bei den Olympischen Spielen 1912 in Stockholm in der Einzel- und in der Doppelkonkurrenz mit Albert Canet an. Mit Canet zog er ins Halbfinale des Doppels ein, wo sie Fritz Felix Pipes und Arthur Zborzil denkbar knapp in fünf Sätzen unterlagen. Nach einer Satzführung von 2:1 verloren sie die verbliebenen Sätze jeweils mit 8:10. Im Spiel um Bronze setzten sie sich daraufhin gegen Jaroslav Just und Ladislav Žemla aus Böhmen durch. Im Einzel schied er nach einer 2:0-Satzführung gegen Luis Heyden in der ersten Runde aus.